# توربن اولریک
توربن اولریک (دانمارکی: Torben Ulrich؛ زاده ۴ اکتبر ۱۹۲۸ –۲۰ دسامبر ۲۰۲۳) تنیس‌باز اهل دانمارک بود. او همچنین پدر لارس اولریک، درامر گروه متالیکا می‌باشد.